# Nordstjernan (1703)
Nordstjernan var ett svenskt örlogs- och linjeskepp som byggdes under ledning av Charles Sheldon i Karlskrona. Av släkten Sheldons stora mängd fartygsritningar finns idag endast den på Nordstjernan bevarad bland Marinens ritningar i Krigsarkivet. Alla andra har försvunnit och man känner inte till den Sheldonska samlingens vidare öden.
Nordstiernan sjösattes den 20 oktober 1703 och var bestyckat med 72 kanoner, deltog i sjöslagen vid Köge bukt 1710 och Femern 1715 där hon gick förlorad till danskarna.
Nordstjernan hade sedan en lång karriär inom danska flottan och hon deltog i det oavgjorda sjöslaget mot svenskarna, som ägde rum vid Rugen den 27 juli 1715. Hon genomgick omfattande reparationer 1746-47 och tjänstgjorde hos danskarna fram till 1785.